# Arma de negación de área

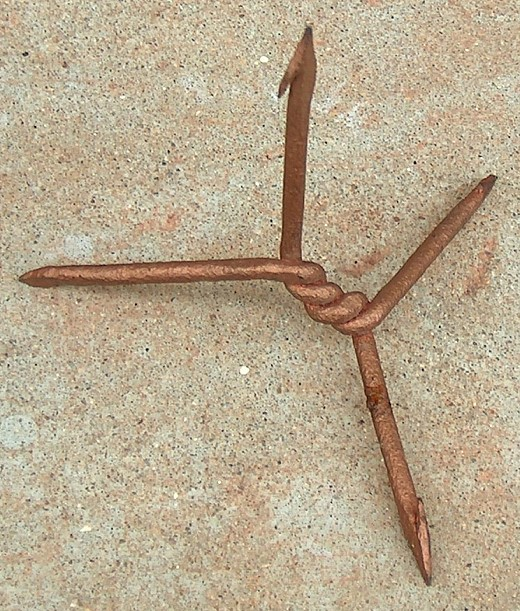
Abrojo usado en Vietnam, en 1968.

Un arma de negación de área o sistema armamental anti-acceso/de negación de área es un dispositivo defensivo o estratégico usado para evitar que un adversario ocupe o traspase cierta área terrestre, marítima o aérea. El método usado no necesariamente debe ser totalmente efectivo en prevenir el paso (y algunas veces de hecho no lo es) mientras sea lo suficientemente severo como para retardar, restringir o poner en peligro al oponente. Algunas armas de negación de área involucran riesgos duraderos a cualquiera que ingrese a dicha área, específicamente civiles y por tal motivo son controversiales.

## Métodos históricos

### Anti-caballería
En las guerras medievales se solían enterrar estacas grandes y perfectamente afiladas al fondo de largas trincheras, apuntando hacia arriba y en diagonal, para prevenir las cargas de caballería en un área designada. Incluso si las estacas se visualizaban, los soldados se veían forzados a desmontar de sus caballos y de esta manera a renunciar a su ventaja de caballería, como también a convertirse en blancos fáciles. La correcta disposición de estas extensivas líneas de trincheras, como también el control de calidad de dichas estacas, su forma y posicionamiento, eran parte del arte de la guerra.
Una versión más moderna, que permitía la rápida dispersión y la ventaja de poder ser escondidas más fácilmente, son los abrojos, aunque algunos objetos con una apariencia similar (pequeñas bolas con espinas) han sido usados en la antigüedad. Muchas variantes también fueron usadas, como los tablones con ganchos metálicos descriptos en las batallas de Julio César.
Fortificación pasiva (trincheras y obstáculos como dientes de dragón y los erizos checos) fueron usados como medidas anti-tanques durante la Segunda Guerra Mundial.

### Anti-infantería
Simples filas o agrupaciones de estacas afiladas (hoy en día conocidas como estacas Punji), y el uso de pequeños abrojos, han sido una característica en la guerra anti-infantería desde la antigüedad. Sin embargo, debido a la dificultad de producirlas en masa en la era premoderna, eran rara vez usadas excepto en la defensa de áreas limitadas o cuellos de botella, especialmente durante los asedios, en donde eran usadas para ayudar a cerrar brechas. El incremento de la facilidad de su producción no ayudó a prevenir su decreciente uso a finales de la Edad Media en adelante.
Los abrojos aún son usados en algunos conflictos modernos, como fue en la Guerra de Corea, en donde las tropas Chinas, que por lo general usaban calzado liviano, eran particularmente vulnerables. En tiempos modernos, abrojos especiales son algunas veces usados contra vehículos con llantas neumáticas. Algunas guerrillas urbanas de Sudamérica como los Tupamaros y los Montoneros, quienes llamaban a los abrojos "miguelitos", los han usado para evitar ser perseguidos luego de ser emboscados.

## Métodos modernos

### Explosivos

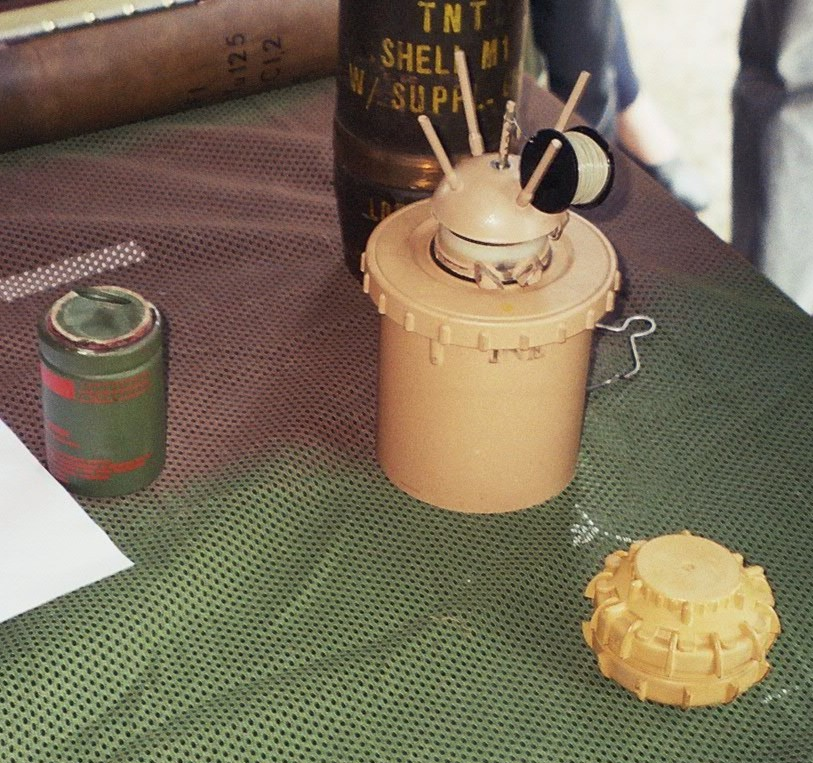
Mina terrestre antipersona.

Las armas de negación de área más comunes son las minas terrestres de varios tipos, plantadas a mano o dispersadas por artillería. Algunos prototipos modernos experimentan con armas automáticas o municiones provistas por artillería que solo disparan luego de que sensores remotos detecten al enemigo.
Trampas cazabobos o artefactos explosivos improvisados, en suficiente concentración, también son calificados como armas de negación de área, aunque son mucho más sencillos de desactivar y limpiar y usualmente representan menos daño a largo plazo. Una negación de área temporal puede hacerse a un nivel táctico mediante bombardeo de artillería.
Durante un conflicto armado, hay varios métodos para contrarrestar las minas terrestres. Estos incluyen usan vehículos blindados para negar los efectos de las minas antipersonal. Las minas terrestres también pueden ser limpiadas ya sea a mano, o usando equipo especializado como tanques equipados con una herramienta especial que barre el campo, haciendo detonar cualquier mina. También se pueden usar explosivos para limpiar campos minados, ya sea usando bombardeo de artillería o con cargas especiales como los torpedos Bangalore, el sistema de violación de obstáculos antipersonales y el sistema de violación de campos minados Phyton.
156 estados son partícipes del Tratado de Otawa, bajo el que accedieron a no usar, almacenar, producir o transferir minas anti-personas.
Los misiles antibuques son un método moderno de detener a un potencial enemigo de atacar por mar. China, Rusia, Corea del Norte, Siria e Irán han desarrollado o importado tales armas en un esfuerzo por crear una estrategia moderna A2/AD para contrarrestar la proyección de poder estadounidense en aguas cercanas. En respuesta a la búsqueda de estas capacidades por parte de China, los Estados Unidos han desarrollado la doctrina de batalla Aire-Agua. Otros métodos de negación de área en un nivel estratégico incluyen portaviones, submarinos, misiles tierra-aire, misiles balísticos, misiles de crucero, guerra electrónica y aviones interceptores.

### Agentes CBRNE
Varias armas Químicas, Biológicas, Radiológicas, Nucleares y Explosivas (CBRNE en inglés por las siglas de "Chemical, Biological, Radiological, Nuclear and Explosive") pueden ser usadas como armas de negación de área, siempre y cuando los agentes sean duraderos a largo plazo. La lluvia radioactiva de las armas nucleares puede ser usada de esa manera. Aunque nunca fueron empleadas de esta forma, su uso ha sido sugerido por Douglas MacArthur durante la guerra de Corea. 
Las esporas de ántrax pueden contaminar un terreno durante largos períodos de tiempo, facilitando una forma de negación de área. Sin embargo, los efectos a corto plazo serían bajos -aunque los efectos psicológicos en un oponente serían más significantes.
El uso masivo de defoliantes, tales como el agente naranja, pueden ser usados como medidas de negación de área, ya que dejan grandes terrenos libres de cobertura por vegetación. En el terreno desértico que producen, es imposible para el enemigo desplazarse sin ser avistado, y dejan muy poca cobertura en caso de un ataque, especialmente desde el aire.
Muchas armas químicas también producen efectos nocivos en cualquier persona dentro del área afectada. Sin embargo, la mayoría de las veces esto no posee un valor táctico, ya que los efectos de la exposición no se desarrollan lo suficientemente rápido, aunque, nuevamente, los efectos psicológicos en los enemigos pueden ser considerable. Existen, sin embargo, algunos agentes químicos que son no-degradables por diseño, como por ejemplo el agente nervioso VX. El gas mostaza fue extensamente utilizado tanto por Alemania como por las fuerzas aliadas en el Oeste durante la Primera Guerra Mundial como un método efectivo de negación de área, usualmente contaminando grandes áreas de terreno. Al ser un agente muy persistente, estable, difícil de limpiar y altamente efectivo en causar bajas, incluso en pequeñas dosis, esta táctica resultó ser muy efectiva.

### Dirigidos
Para atender algunos problemas de minas terrestres, los fabricantes de armas están experimentando con armamento de negación de área que requieren de comandos humanos para operar. Dichos sistemas son usualmente diseñados como una combinación de explosivos, bombardeo de artillería o armamento inteligente con equipamiento remoto sensible (sonido, vibraciones, termales, visión, etc.). Al no presentar un riesgo a largo plazo, y al tener cierto nivel de identificación amigo-enemigo (automático o por decisión humana), estos sistemas buscan comparecer con el tratado de Otawa, como por ejemplo el sistema de armamento de negación de área de Metal Storm.

## Contratiempos
Como las armas de negación de área no discriminan entre amigos, enemigos o civiles, provocan que el área afectada se vuelva peligrosa ante cualquier ingreso a la misma. Se han propuestos distintos conceptos para armamento de negación de área que pueda discernir entre éstos, pero todavía no han alcanzado un estado general de uso útil, debido a la alta complejidad (y costo) y al riesgo de una mala identificación.
Las armas de negación de área basadas en explosivos (minas) pueden ser intencionalmente equipada con detonadores que se degradan en el tiempo, lo que provoca su detonación o que las vuelven inútiles a medida que pasa el tiempo. Incluso en estos casos, la munición sin detonar suele presentar un gran riesgo.